# Владислао Кап
Владислао Кап (ісп. Vladislao Cap, 5 липня 1934, Авельянеда — 11 вересня 1982, Буенос-Айрес) — аргентинський футболіст, що грав на позиції захисника. По завершенні ігрової кар'єри — тренер.
Виступав, зокрема, за «Расинг» (Авельянеда), з яким став дворазовим чемпіоном Аргентини, та «Рівер Плейт», а також національну збірну Аргентини. У складі збірної — володар Кубка Америки та учасник чемпіонату світу. Згодом повіз збірну Аргентини на чемпіонат світу і як головний тренер, а також у цьому статусі ставав чемпіоном Аргентини з «Індепендьєнте».

## Клубна кар'єра
Владислао Кап народився в Авельянеді в родині поляка і угорки. У дорослому футболі дебютував 1952 року виступами за нижчолігову команду «Арсенал» (Льявальйоль). На наступний рік він, разом з партнером по команді, Умберто Маскіо, перейшов в «Кільмес», а потім в клуб «Расинг» (Авельянеда). Провівши в клубі два сезони, Кап пішов в «Арсенал» (Саранді), де зіграв один сезон, і потім знову провів рік у «Кільмесі».
У 1958 році Владислао повернувся в «Расинг» і в перший же рік виграв свій перший титул чемпіона Аргентини. Цей же успіх футболіст відсвяткував три роки потому, у своєму останньому сезоні в команді 1961 року. Потім він провів рік в «Уракані».

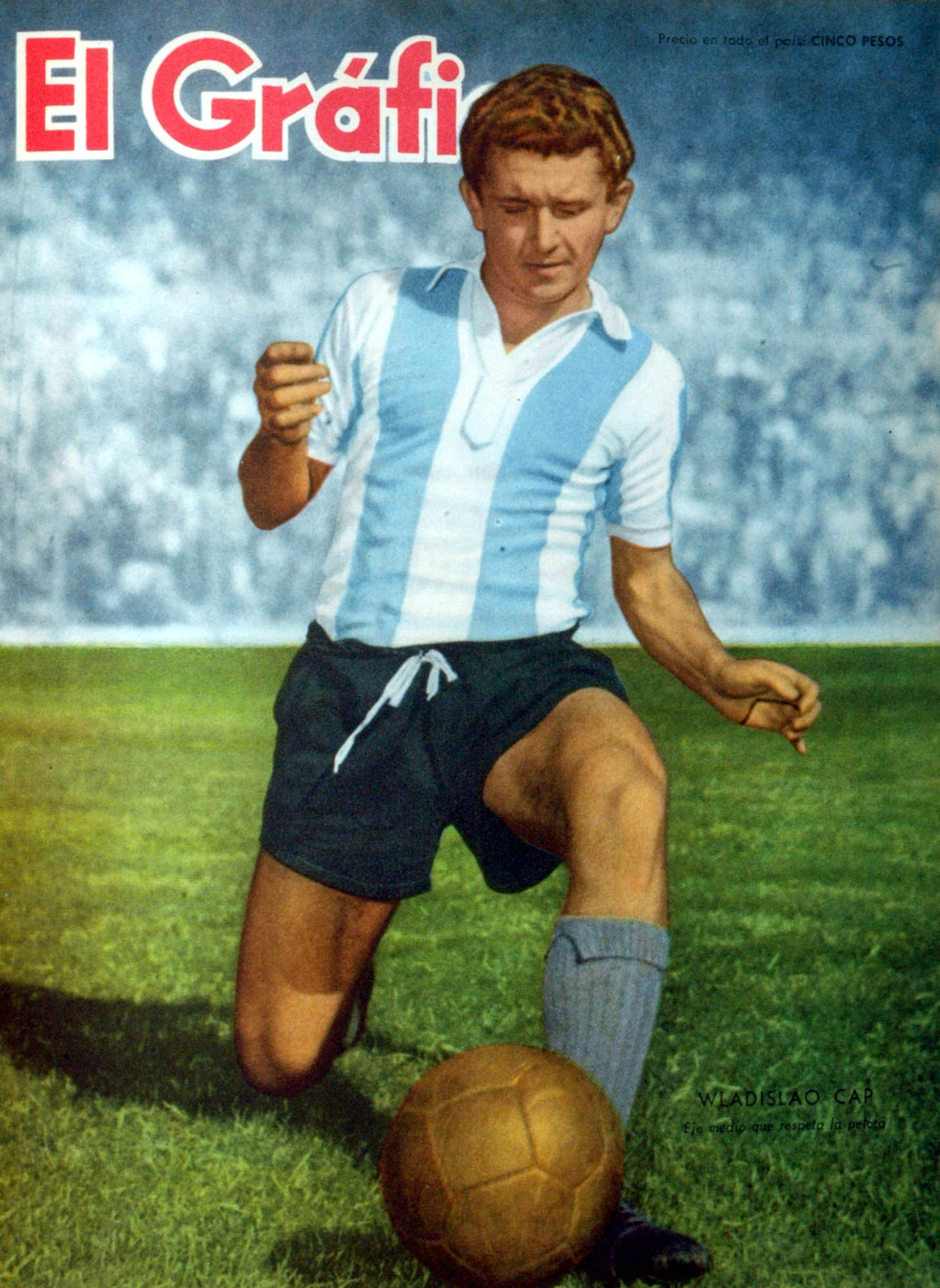
Владислао Кап у складі збірної Аргентини. 1959 рік.

У 1962 році Кап став гравцем клубу «Рівер Плейт». Відіграв за команду з Буенос-Айреса наступні три сезони своєї ігрової кар'єри. Більшість часу, проведеного у складі «Рівер Плейта», був основним гравцем захисту команди, зігравши 61 матч і забивши 1 гол
Завершив ігрову кар'єру у команді «Велес Сарсфілд», за яку виступав протягом 1966 року.

## Виступи за збірну
Вперше до складу національної збірної Аргентини Кап був викликаний в 1959 році для участі в домашньому чемпіонаті Південної Америки. Там він провів всі 6 ігор, а 22 березня, в матчі з Парагваєм на 69 хвилині гри забив свій перший і єдиний м'яч у складі аргентинської команди. У тій першості Аргентинці виграли п'ять матчів з шести і виграли титул найкращої команди континенту.
Згодом у складі збірної був учасником чемпіонату світу 1962 року у Чилі, де провів дві гри проти Англії (1:3) та Угорщини (0:0), а його команда вибула після першого етапу розіграшу. Після цього за збірну більше не грав. Всього протягом кар'єри у національній команді, яка тривала 4 роки, провів у її формі 11 матчів, забивши 1 гол.

## Кар'єра тренера
Розпочав тренерську кар'єру невдовзі по завершенні кар'єри гравця, 1968 року, очоливши тренерський штаб клубу «Феррокаріль Оесте». Потім він відпрацював рік з командою «Чакаріта Хуніорс», після чого став головним тренером «Індепендьєнте» (Авельянеда). У цій команді Владислао домігся свого найвищого тренерського успіху, вигравши в 1971 році чемпіонат Аргентини. Однак на наступний рік він був звільнений, а замінив його Педро Дельяча, який з командою, складеною Капом, виграв у тому ж році Кубок Лібертадорес.
Після «Індепендьєнте» Кап виїхав до Колумбії, де два сезони працював з «Депортіво Калі», у першому з яких привів команду до виграшу срібних медалей чемпіонату 1972 року.

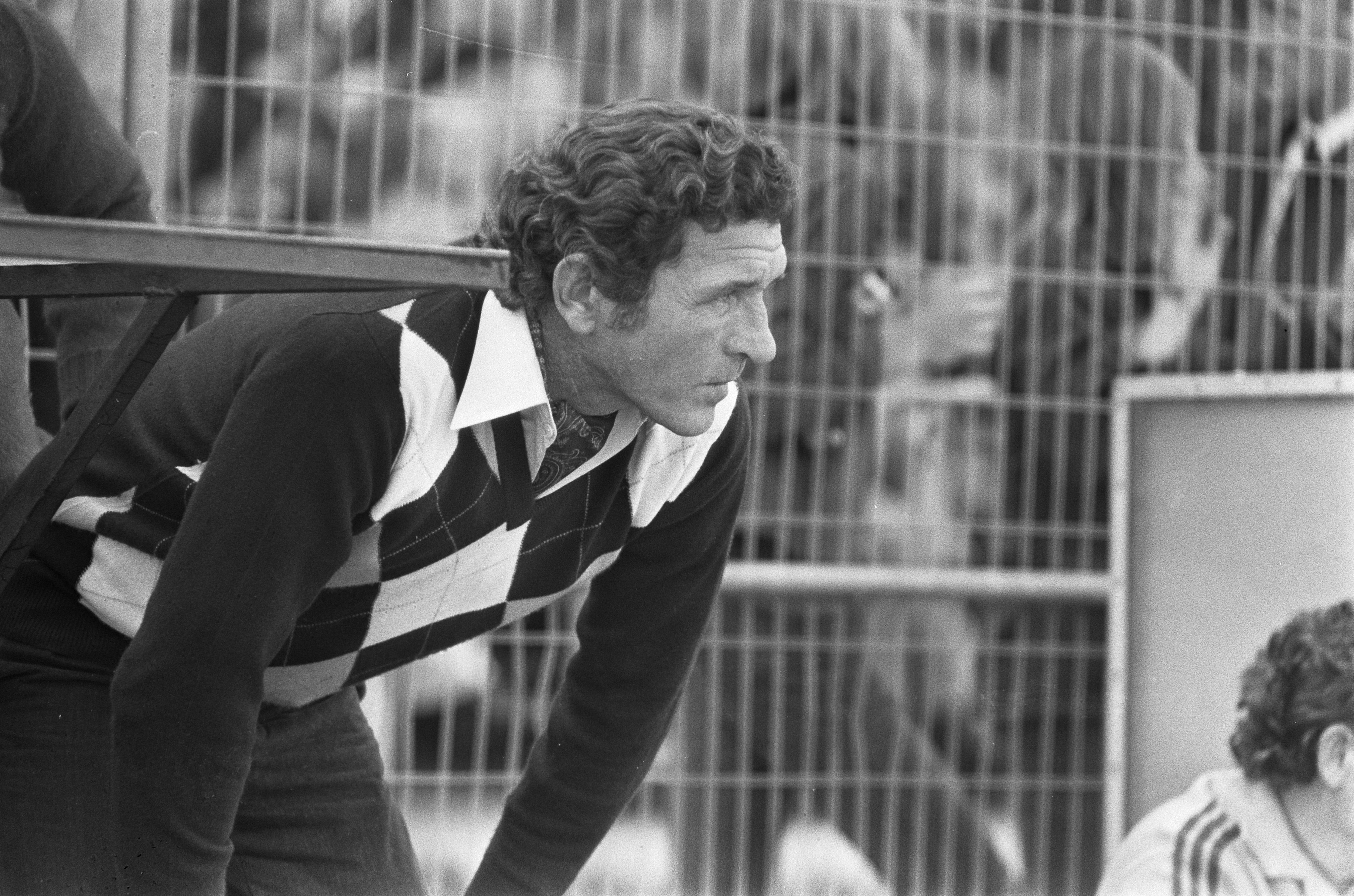
Владислао Кап під час роботи зі збірною Аргентини в товариському матчі проти Нідерландів. 26 травня 1974 року.

У 1974 році йому прийшла пропозиція очолити збірну Аргентини для її підготовки до чемпіонату світу 1974 року у ФРН, куди вона вже потрапила, але була залишена головним тренером Омаром Сіворі через конфлікт з Федерацією футболу. При цьому Кап домігся, щоб на першості йому допомагали його друзі — Хосе Варакка і Віктор Родрігес. На першості аргентинці дійшли до другого групового раунду, де посіли останнє четверте місце, після чого увесь тренерський штаб було звільнено.
Надалі Кап працював в Еквадорі та Колумбії, очолюючи «ЛДУ Кіто» та «Атлетіко Хуніор» відповідно, а потім на батьківщині працював із «Платенсе» (Вісенте-Лопес).
В останній рік свого життя Владислао очолював два провідних Аргентинських клуби — «Бока Хуніорс» і «Рівер Плейт». «Боку» Кап очолив на початку 1982 року, в період, який деякі називали «пост-Дієго». Почавши з перемоги 14 лютого в першому турі з рахунком 4:2, тренер закінчив поразкою 9 травня від «Тальєреса» з рахунком 0:4, і два дні по тому, 11 травня, перейшов в «Рівер Плейт», з власної волі покинувши попередню команду. Тим самим він став першим тренером, який пішов з одного аргентинського гранда в інший. Провівши на лаві лише 11 ігор, Владислао ліг в госпіталь Італьяно з діагнозом легеневої недостатності. Через 10 днів він помер 11 вересня 1982 року на 49-му році життя.

## Титули і досягнення

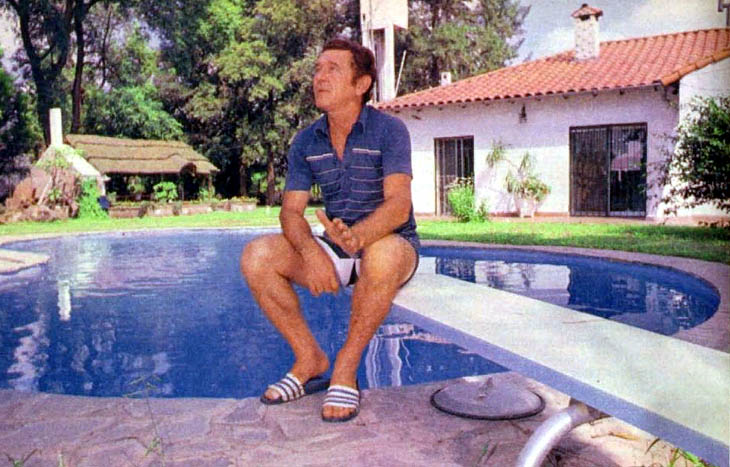
Владислао Кап у своєму будинку в Дон-Торкуато. 1981 рік.

### Як гравця
- Чемпіон Аргентини (2):

«Расінг Брюссель»: 1958, 1961
- Володар Кубка Америки (1):

Аргентина: 1959 (Аргентина)

### Як тренера
- Чемпіон Аргентини (1):

«Індепендьєнте»: Метрополітано 1971

## Особисте життя
Його батько, Теодор Кап, був поляком, який походив із селянської родини із села Загутинь поблизу Санока, і у віці 26 років 1928 року емігрував до Аргентини, де працював над будівництвом залізниці, спочатку маючи намір повернутися на батьківщину після заробітку, але згодом одружився з жінкою угорсько-румунського походження.
Їх синами були Владислао (Владислав), який народився у 1934 році, та Юзеф, який народився через три роки.